# Peter Jungblut
Peter Jungblut (* 27. November 1961 in Dorsten) ist ein deutscher Journalist und Autor.
Jungblut arbeitet seit 1989 für den Bayerischen Rundfunk (BR) und war zunächst Hörfunk-Korrespondent in Bonn (1990 bis 1995) und im ARD-Hauptstadtstudio in Berlin (1995 bis 2004). Seit April 2004 ist er leitender Redakteur im Ressort „Kultur aktuell“ beim BR in München und dort insbesondere als Musiktheater-Kritiker, Kommentator und Glossist (Ende der Welt auf Bayern 2) tätig.
Der Historiker (Studium in München und Bonn, M.A.) forschte zunächst über die deutsche Pressepolitik von 1890 bis 1914 und weitere Themen der Wilhelminischen Ära, außerdem über die Regionalgeschichte des Landkreises Altötting im Nationalsozialismus (Tod in der Wiege, 1991, überarbeitet als Rein strategische Gesichtspunkte, 2002, u. a. über das Kriegsende, die jahrelange Rekrutierung von Zwangsarbeitern aus ganz Europa, das KZ-Außenlager in der Nähe des Werksgeländes in Gendorf und das Entbindungslager für Kinder von Ostarbeiterinnen auf der gegenüberliegenden Seite der Alz in Burgkirchen). Die Firma Hoechst verhinderte 1991, dass ein ursprünglich geplanter Beitrag von Jungblut zur NS-Zeit für das Heimatbuch der Gemeinde Burgkirchen an der Alz erscheinen konnte (Das entnazifizierte Heimatbuch, Süddeutsche Zeitung vom 19. Juni 1991). Dies führte zu einem überregionalen Presseecho. Hoechst, eine I.G. Farben-Nachfolgegesellschaft, hatte 1955 unter dubiosen Umständen den erst zu Emmerting, später zu Burgkirchen gehörenden Chemiestandort Gendorf übernommen, der 1939 als geheimer Rüstungsbetrieb („Anorgana“) gegründet worden war und u. a. Grundstoffe für die Luftwaffe und Giftgas herstellen sollte. Zwangsarbeiter und KZ-Insassen wurden dort beschäftigt. Der vormalige Verbindungsmann der I.G Farben zur Gestapo und zur NS-Gauleitung, Hans Wagenheimer, war ab 1955 bis zur Eingliederung der Anorgana in den Hoechst-Konzern Geschäftsführer und erhielt danach Prokura.
In einer „Kinderbewahranstalt“ für „Ostarbeiterinnen“ kamen rund 150 Säuglinge ums Leben. Der Vorstandsvorsitzende der Firma Hoechst, Jürgen Dormann, entschuldigte sich später für den Zensureingriff durch seine Vorgänger an der Unternehmensspitze, ebenso der jetzige Chemiepark-Betreiber Infraserv.
Jungblut veröffentlichte unter anderem Bücher über die wilhelminische Eulenburg-Affäre (Famose Kerle, Hamburg 2003) und über die homosexuelle Emanzipationsbewegung (Ein Streifzug durch die schwule Geschichte Münchens 1813–1945, München 2005). Er arbeitete außerdem für den Bayerischen Rundfunk über den Schriftsteller Walter Flex („Wildgänse rauschen durch die Nacht“, 2007) und schrieb wiederholt über die Geschichte des deutschen Presseballs seit 1872. Zu seinen Radiofeature-Themen zählten außerdem u. a. der Berliner Kunstkritiker Karl Scheffler (Immerfort werden, niemals sein), Friedrich II. von Preußen (zum 300. Geburtstag) und die preußische Königin Luise (zum 200. Todestag).
2012 erschien sein Buch Ein verteufeltes Leben – Karriere eines Feindbilds über den jüdischen Kunsthändler und Journalisten Simson Alexander David (1755–1813), der im persönlichen Auftrag Napoleons u. a. die erste ununterbrochen täglich erscheinende deutsche Zeitung (Der Telegraph, 1806–1808) in Berlin herausgab. Die erweiterte 2. Auflage erschien 2015.

## Schriften
- Peter Jungblut: Unter vier Reichskanzlern. Otto Hammann und die Pressepolitik der deutschen Reichsleitung 1890 bis 1916. In: Ute Daniel, Wolfram Siemann (Hrsg.): Propaganda: Meinungskampf, Verführung und politische Sinnstiftung 1789–1989. Fischer, Frankfurt a. M. 1994 (248 Seiten).
- Peter Jungblut: Rein strategische Gesichtspunkte. Gendorf 1939–1945, eine Ortsgeschichte. Berlin 2001.
- Peter Jungblut: Famose Kerle – Eulenburg, eine wilhelminische Affäre. Hamburg 2003, ISBN 3-935596-21-9.
- Peter Jungblut: Ein Streifzug durch die schwule Geschichte Münchens. München 2005, ISBN 3-935227-03-5.
- Peter Jungblut: Ein verteufeltes Leben. Simson Alexander David (1755–1812) – der Journalist, den Deutschland zur Hölle wünschte. Berlin 2015, ISBN 3-7375-4423-9.